# Odessa oblast
Odessa oblast (ukrainska: Одеська область, Odeska oblast; ibland Одещина, Odesjtjyna) är ett oblast (provins) i södra Ukraina med en yta på 33 310 km² och 2 387 543 invånare (2006). Huvudort är Odessa. Andra större städer är Bilhorod-Dnistrovskyj, Tjornomorsk, Izmajil, Podilsk och Juzjne. En liten stad är Berezivka.
Endast 46,3 procent av befolkningen uppgav 2001 ukrainska som förstaspråk.

## Historik
Under kejsardömet Ryssland tillhörde den norra delen av det som idag utgör Odessa oblast guvernementet Cherson, vilket befann sig inom det judiska bosättningsområdet. Under Förintelsen i Ukraina 1941–1944 utplånades större delen av den judiska befolkningen, bland annat i massakern i Odessa den 22–24 oktober 1941 av tyska och rumänska styrkor hjälpta av ukrainska medlöpare.